# Márcia Lopes
Márcia Helena Carvalho Lopes (Londrina, 13 de junho de 1957) é uma assistente social e professora brasileira, filiada ao Partido dos Trabalhadores (PT) e atual Ministra das Mulheres. Anteriormente, foi ministra de Desenvolvimento Social e Combate à Fome em 2010. Exerceu também os cargos de vereadora de Londrina e professora da Universidade Estadual de Londrina.
É irmão do político Gilberto Carvalho.

## Biografia

### Familiares
Márcia Lopes é caçula de quatro filhos do casal Antonio Carvalho e Geraci Ballarotti Carvalho, pioneiros da cidade de Londrina. É casada com o professor Paulo da Costa Lopes, tendo quatro filhos e cinco netos. É irmã de Gilberto Carvalho, que foi ministro-chefe da Secretária Geral da Presidência da República do Brasil do governo Dilma Rousseff e chefe de gabinete do presidente Lula.

### Formação acadêmica
Márcia é formada em Serviço Social pela Universidade Estadual de Londrina. Aos 19 anos, ingressou no curso de Serviço Social da Universidade Estadual de Londrina (UEL). Durante esse tempo, foi membro do Centro de Direitos Humanos e teve participação ativa no movimento estudantil. A paixão pelo Serviço Social fez com que, em 1981, se tornasse professora do curso na Universidade Estadual de Londrina, função que desempenhou durante 30 anos.
Em 1990, tornou-se Especialista na área de Criança e Adolescente pela Pontifícia Universidade Católica de São Paulo/SP e no ano de 1999 tornou-se Mestre em Serviço Social também pela PUC - São Paulo/SP.
Ainda na UEL, em 2011, foi assessora especial da pró-reitoria de Planejamento, assessorando na captação de parcerias e recursos para a instituição.

### Carreira profissional e política
É professora de Pós-Graduação nas áreas de Administração Pública, Gestão de Políticas Sociais e Políticas Setoriais.
É filiada ao Partido dos Trabalhadores desde 1982.
A vida pública começou em 1993 como Secretária Municipal de Assistência Social, pasta que foi implantada naquele mandato. Durante sua gestão, implementou diversos programas de atenção à população em situação de pobreza.
Foi Conselheira Nacional de Assistência Social – CNAS, Conselheira Estadual de Assistência Social e Conselheira Municipal de Assistência Social. Além de Conselheira dos Direitos da Criança e Adolescente – CONANDA.
Em 2000, foi eleita vereadora em Londrina, sendo a mais votada do PT. Teve uma atuação efetiva como vereadora, promovendo várias audiências públicas sobre diversos temas de interesse da sociedade.
Em 2004, assume o cargo de Secretária Nacional de Assistência Social do Ministério do Desenvolvimento Social e Combate à Fome (MDS), a convite do então Presidente, Lula.
Entre 2005 a 2007, torna-se Secretária Executiva do mesmo ministério, onde coordenou  a implantação e operação de importantes programas sociais que se tornaram a marca da gestão do presidente na área social.
Em 2007, também assume no BID (Banco Interamericano de Desenvolvimento) o cargo de coordenadora da Rede de Pobreza e Proteção Social dos países da América Latina e Caribe.
Em 2010, é nomeada pelo Presidente Lula, Ministra do Desenvolvimento Social e Combate à Fome. Neste cargo, administrou o terceiro maior ministério em recursos orçamentários do Governo Federal, com 40 bilhões de reais. Empenhados em programas que auxiliavam  e ainda auxiliam milhões de pessoas em todo o Brasil.
Aposentou-se como professora da Universidade Estadual de Londrina em 2011, após mais de 30 anos de contribuição. Neste mesmo ano, teve a honra de ser convidada pelo ex-presidente Lula, para ser membro-fundadora do Instituto Lula, com sede em São Paulo/SP.
Entre 2011 e 2012, Márcia Lopes recebeu convites, como por exemplo, para trabalhar na FAO (organização da ONU para a agricultura e combate à fome) e no Instituto Lula (com países da África). No entanto, declinou dos convites, em atenção à indicação unânime de seu partido e o apoio de diversos setores da sociedade londrinense, e lançou-se candidata à Prefeitura de Londrina nas eleições de 2012. Ficou em terceiro lugar no pleito, com 38.484 votos, 14,08% dos votos válidos
No dia 8 de novembro de 2022, foi anunciado o nome de Márcia Lopes para compor a equipe de transição do presidente Lula, integrando o grupo da área da assistência social.
No dia 5 de mais de 2025, o presidente Luiz Inácio Lula da Silva, nomeou e deu posse a Márcia como nova ministra das mulheres, substituindo Cida Gonçalves. A troca já era aguardada e mantém a pasta sob o comando do PT.